# Okręg Saint-Dié-des-Vosges
Okręg Saint-Dié-des-Vosges (fr. Arrondissement de Saint-Dié-des-Vosges) – okręg w północno-wschodniej Francji. Populacja wynosi 94 tysiące.

## Podział administracyjny
W skład okręgu wchodzą następujące kantony:
- Brouvelieures,
- Corcieux,
- Fraize,
- Gérardmer,
- Provenchères-sur-Fave,
- Raon-l’Étape,
- Saint-Dié-des-Vosges-Est,
- Saint-Dié-des-Vosges-Ouest,
- Senones.